# Aristida leptopoda
Aristida leptopoda är en gräsart som beskrevs av George Bentham. Aristida leptopoda ingår i släktet Aristida och familjen gräs. Inga underarter finns listade i Catalogue of Life.

## Bildgalleri

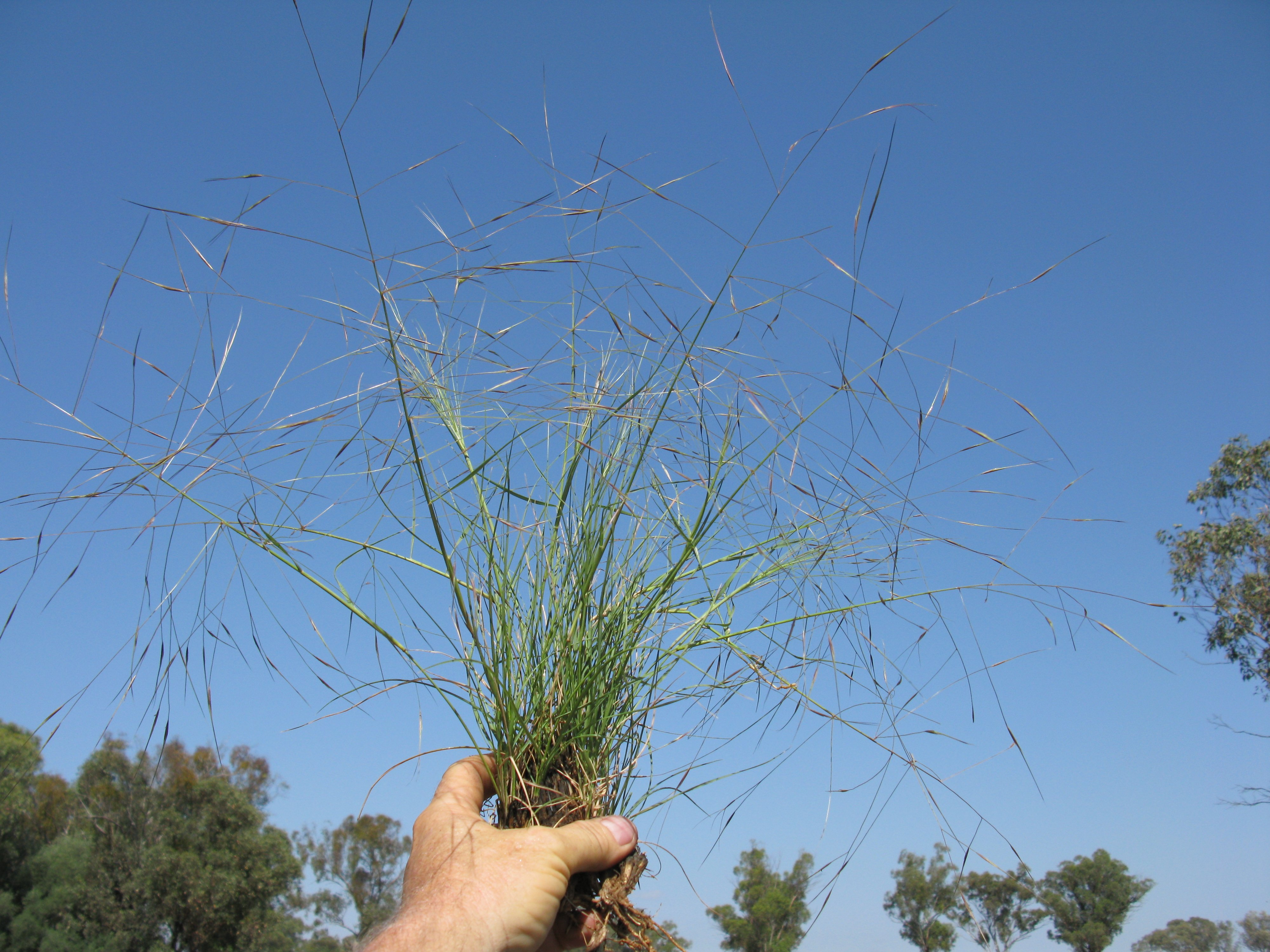